# カトリック浅草教会
カトリック浅草教会（かとりっくあさくさきょうかい）は、東京都台東区浅草橋にあるキリスト教（カトリック）の教会およびその聖堂である。教会堂名は「聖パウロ」。
東京で比較的早い段階から日本人のために設立された教会で、明治初期から明治後期にかけて東京6教会で最も多い信徒数となり、大きく活動した教会である。

## 沿革
築地稲荷橋の教会（現在のカトリック築地教会）で洗礼を受けた本多善右衛門は、浅草地区にも築地のような教会を設立してもらおうと、浅草区猿屋町16番地（現在の浅草橋3丁目2）に家屋を取得し、1877年（明治10年）2月9日に東京府へ私学開業願を提出、同年2月12日に認可され、同年4月15日にフランス語学校「玫瑰（まいかい）学校」を開校し、宣教師のラングレーを教師として雇い、学校の一室を「聖ポーロ小聖堂」とした。
この学校を拠点とする宣教活動は、めざましい成果をあげ、浅草地区には信徒が急増した。そのため新たな教会堂が必要となり、1877年（明治10年）12月10日、本多善右衛門名義で向柳原町1丁目15番地（現在の浅草教会）に土地と建物を購入し、同年12月25日には購入した建物の玄関と書院を利用して聖堂とし、献堂式が行われた。
その後、本所横川町（現在の墨田区石原）や小石川区関口台町（現在の文京区関口）にも信者名義で土地や家屋が買われ巡回教会となり、やがて、現在の本所教会や関口教会へと発展した。
1889年（明治22年）3月25日に聖堂が新築されたが、1923年（大正12年）9月1日の関東大震災によって焼失・倒壊してしまう。しかし同年12月には仮聖堂を建築し、1925年（大正14年）12月20日には新聖堂が完成する。震災後、最も早く本聖堂を再建した教会として称賛された。その後、老朽化のため建替え工事が行われ、1987年（昭和62年）12月に現在の聖堂が完成した。
1992年（平成4年）に台東区の建築景観賞を受賞。また、現在の聖堂にあるステンドグラス「誕生・十字架の死・復活」（ジャック・グリュベール工房1929年製作）は、旧聖堂から移設されたものである。

## 交通アクセス
- JR総武線（各駅停車）浅草橋駅より徒歩約8分
- 都営地下鉄浅草線浅草橋駅より徒歩約10分
- 東京メトロ日比谷線秋葉原駅より徒歩約10分